# Ernesto Sábato
Pour les articles homonymes, voir Sabato.
Ernesto Sábato est un écrivain argentin né à Rojas, dans la province de Buenos Aires le 24 juin 1911 et mort à Santos Lugares, dans la province de Buenos Aires, le 30 avril 2011 .
Physicien, romancier, essayiste et critique littéraire, son œuvre mêlant réalisme et métaphysique, allie à une réflexion sur le monde une puissante créativité, et témoigne de la difficulté de vivre dans le monde moderne. Son influence est remarquable en regard du nombre limité de ses œuvres.
Il est également auteur d'essais sociopolitiques (Sartre contre Sartre, 1968).

## Biographie
Après des études de sciences physiques et de philosophie et la soutenance de son doctorat en physique à l'université nationale de La Plata, il se rend à Paris où il séjourne deux années dans les années 1930, interrompues par un bref retour en Argentine. Deux années décisives de l'avant-guerre durant lesquelles il mène une double vie : il assiste aux cours à la Sorbonne, travaillant en tant que chercheur en sciences le jour, au sein du prestigieux Institut Curie, et devient poète le soir à Montparnasse, en compagnie des surréalistes dont il a fait connaissance.
De retour en Argentine, après un passage au MIT de Cambridge (États-Unis), il continue de mener ses travaux sur la relativité. En 1940 il enseigne à l'université nationale de La Plata. Il abandonne définitivement les sciences physiques en 1945 afin de se consacrer exclusivement à la littérature.
En 1945, il écrit des articles littéraires pour le journal la Nación qui mécontentent le régime de Juan Perón et l'obligent à quitter son poste d'enseignant. Il entreprend alors la rédaction de Uno y el Universo, un recueil de réflexions et d'observations sur la politique, la société et la philosophie, dans lequel il déplore la neutralité morale de la science. Directeur pendant un an de l'hebdomadaire Mundo argentino, collaborateur de divers périodiques américains et européens, il a publié trois romans et de nombreux essais généralement polémiques.
Nommé par le gouvernement de Raúl Alfonsín, où il est président de la Commission d'enquête sur les personnes disparues en Argentine pendant la dictature (CONADEP), il recueille des milliers de témoignages de tortures, d'enlèvements, de viols et de crimes perpétrés par les militaires qui seront publiés à Buenos Aires en 1985 dans le livre Nunca más (es) (Jamais plus).
Atteint d'une grave maladie oculaire, il cesse d'écrire et se consacre à la peinture (exposition au Centre national d'art et de culture Georges-Pompidou en 1989).
Il meurt le 30 avril 2011 à 99 ans dans sa maison de Santos Lugares, dans la province de Buenos Aires. Son épouse est décédée en 1998.

## La littérature
L'univers romanesque d'Ernesto Sábato restera marqué par ces deux aspects de sa personnalité. Un va-et-vient passionné entre apologies et rejets, une alternance en quête d'interprétations valides de l'Homme et du monde. Une recherche pleine de curiosité, un plaidoyer en faveur de la contradiction, une vie que pourraient résumer ces mots de l'écrivain : On s'embarque pour des terres lointaines, on cherche la nature, on est avide de la connaissance des hommes, on invente des êtres de fiction, on cherche Dieu. Et puis on comprend que le fantôme que l'on poursuit n'est autre que Soi même.
Son premier roman, Le Tunnel, salué par Albert Camus et Graham Greene, paraît en 1948. Suivront Héros et Tombes — traduit et publié en français dans un premier temps sous le titre Alejandra — considéré comme son chef-d'œuvre, en 1961, puis L'Ange des ténèbres. Ces trois romans constituent une trilogie de Buenos Aires.

## Œuvre

### Romans
- 1948 : Le Tunnel (El túnel), traduit de l'espagnol par Michel Bibard, Paris, Éditions du Seuil, collection "Points", 1995, 139 p.,  (ISBN 2-02-023928-0).
- 1961 : Héros et Tombes — traduit dans un premier temps en français sous le titre Alejandra — (Sobre héroes y tumbas), roman traduit de l'espagnol par Jean-Jacques Villard, préface de Witold Gombrowicz, Paris, Éditions Le Seuil, collection "Points", 1996, 468 p.,  (ISBN 2-02-028137-6).
- 1974 : L'Ange des ténèbres (Abaddón el exterminador), roman traduit de l'espagnol par Maurice Manly, Paris, Éditions Le Seuil, collection "Points" , 1996, 460 p.,  (ISBN 2-02-028136-8).

### Essais
- Uno y el Universo (1945).
- Hombres y Engranajes (1951), traduit par Thomas Bourdier, Paris, Editions R&N, 2019.
- Heterodoxia (1953).
- El caso Sábato. Torturas y libertad de prensa. Carta Abierta al General Aramburu (1956).
- El otro rostro del peronismo. 1956 Carta Abierta a Mario Amadeo.
- Sartre contra Sartre o la misión trascendente de la novela (1961).
- El escritor y sus fantasmas (1963).
- El Tango, discusión y clave (1966).
- Romance de la muerte de Juan Lavalle. Cantar de Gesta.
- Pedro Henríquez Ureña.
- Tres aproximaciones a la literatura de nuestro tiempo: Robbe-Grillet, Borges, Sartre (1968).
- Eduardo Falú (avec León Benarós).
- Diálogos (avec Jorge Luis Borges, édité par Orlando Barone).
- Apologías y Rechazos.
- L'écrivain et la catastrophe (édition de textes rassemblés à la demande de son éditeur français), traduit de l'espagnol par Claude Couffon, Paris, Seuil, 1986, 138 p.,  (ISBN 2-02-009093-7).
- Los libros y su misión en la liberación e integración de la América Latina.
- Entre la letra y la sangre. Conversaciones con Carlos Catania.
- Antes del fin, 1998 Memorias.
- La Resistencia, 2000.

### Autres
- Contributions à la revue Sur.
- En 1977, l'écrivain s'élève avec succès contre la décision de démolir El Viejo Almacén, l'un des temples du tango argentin à Buenos Aires.
- Nunca más (es), CONADEP, 1984.

## Récompenses et distinctions
- Chevalier de la Légion d'honneur en France en 1979
- Prix Cervantes en 1984
- Prix Ismaïl Kadaré en 1996
- Médaille d'or du Círculo de Bellas Artes en 2002[2]

## Citations
- « L'échec de beaucoup de personnes nous sauve un peu. » Alejandra (1961).
- « Je crois que la vérité est parfaite pour les mathématiques, la chimie, la philosophie, mais pas pour la vie. Dans la vie, l'illusion, l'imagination, le désir, l'espoir comptent plus. » Alejandra (1961).
- « Toute notre vie ne serait-elle qu'une suite de cris anonymes dans un désert d'astres indifférents ? » Le Tunnel (1948).
- « Mais pourquoi cette manie de vouloir trouver des explications à tous les actes de la vie ? » Le Tunnel (1948).
- « ... c'est incroyable à quel point la cupidité, l'envie, la prétention, la grossièreté, l'avidité et, en général, tout cet ensemble d'attributs qui forment la condition humaine, transparaissent sur un visage, dans une démarche, dans un regard. » Le Tunnel (1948).
- « Il arrive à chacun de se croire un surhomme tant qu'il ne s'est pas aperçu qu'il est en même temps mesquin, impur et perfide. » Le Tunnel (1948).